# 아라리오광장

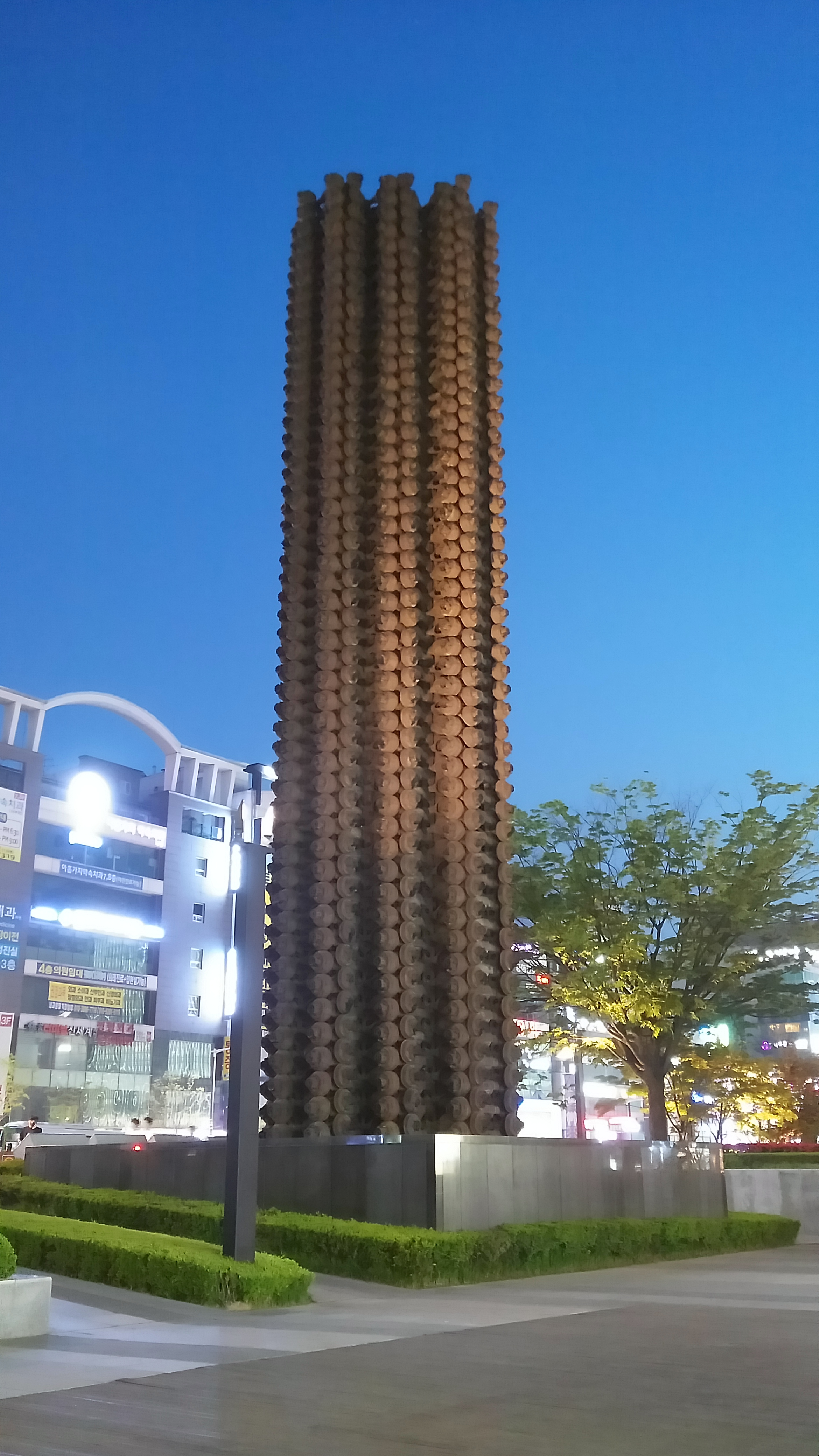
아라리오광장에 있는 아르망 페르난데스의 《수백만 마일》

아라리오광장은 대한민국 충청남도 천안시에 위치한 도로변 광장으로  터미널, 아라리오갤러리, 신세계백화점, 야우리시네마를 연결하며  최정화의 《꽃의 마음》, 씨킴(김창일,Ci Kim)의 《이미지Ⅱ》, 데이미언 허스트의 《채러티》, 아르망 페르난데스의 《수백만 마일》 등의 작품들이 설치되어 있는 "푸른 조각 공원"으로 유명하다.
2007년도에는 대한민국 최고의 아름다운 광장으로 선정되어 최우수상인 국무총리상을 수상한바 있다.